# Eisenach
Eisenach és una ciutat a l'estat federal alemany de Turíngia entre els turons del bosc de Turíngia i el parc nacional de Hainich. Després de la reunificació alemanya, el 1990, la regió que acull a la ciutat ha viscut una dispar progressió econòmica i la situació ha millorat globalment. Tanmateix, Eisenach ostenta un dels nivells de riquesa més baixos del país malgrat les constants subvencions del govern federal i de la Unió Europea (UE).
La fabricació d'automòbils és una part important de l'activitat econòmica d'Eisenach:
- Opel, ha construït una planta totalment nova al nord-oest de la ciutat, on es realitzen una part de les operacions de la General Motors, després que la fàbrica de cotxes Wartburg hagués tancat l'any 1989. La planta va ser inaugurada el 1992 i va ser visitada pel President Clinton, acompanyat per Canceller Helmut Kohl el maig de 1998 en senyal de suport dels Estats Units en el desenvolupament de l'Alemanya Oriental.
- BMW fabrica eines, i Bosch també té una planta a la ciutat.

## Història

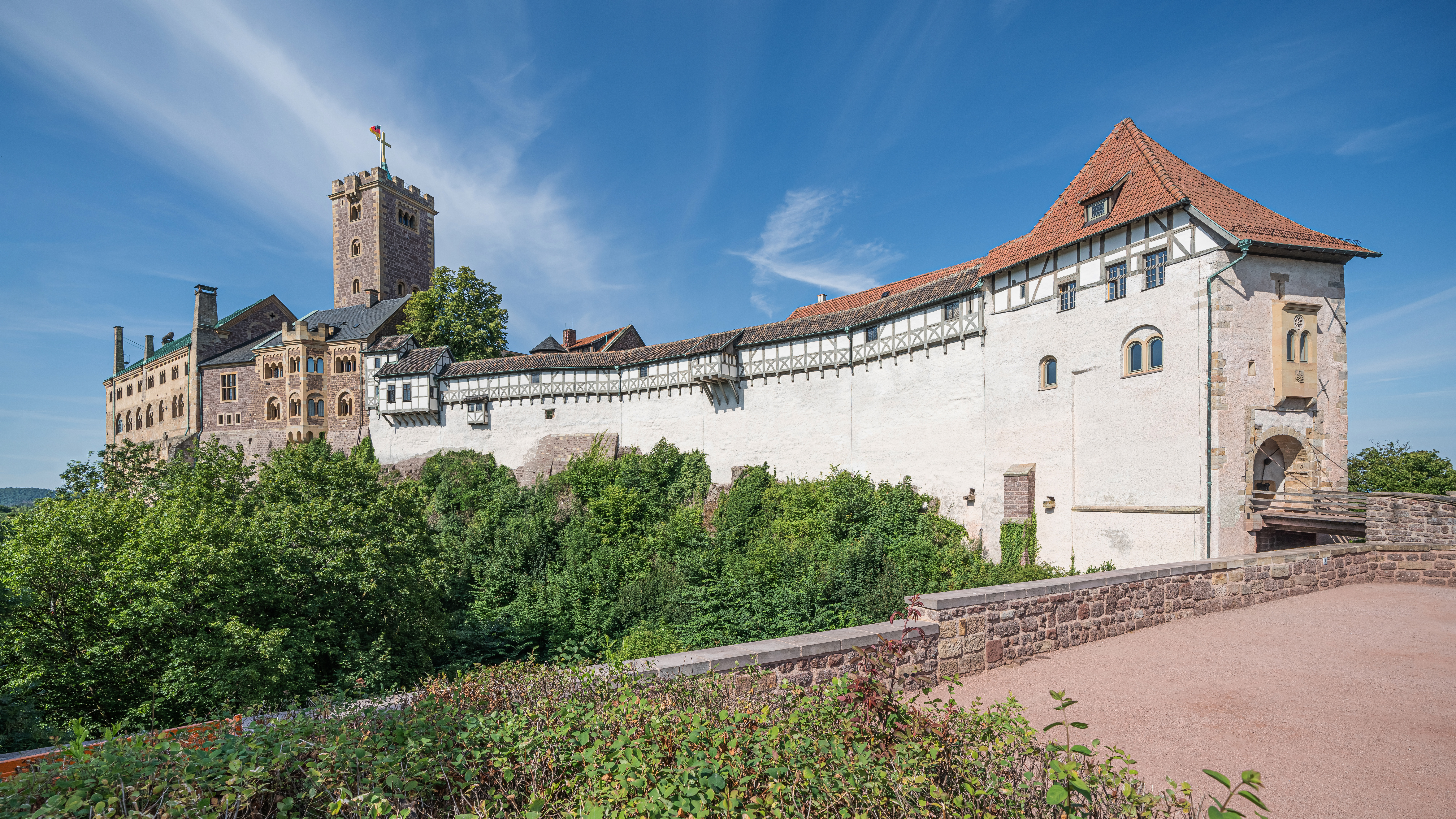
Wartburg, lloc de referència sobre Luter. Actualment es Patrimoni de la Humanitat

La història d'Eisenach està connectada amb el Castell de Wartburg, que es construí el 1067. Com a mínim hi ha tres assentaments sota del castell, i arriba a fusionar-se amb la ciutat cap a la segona meitat del segle xii. Aquesta ciutat, Eisenach, és citada per primer cop el 1180. A Wartburg també se celebrà el "Concurs de cantants de Wartburg" (Sängerkrieg), que forma part de la llegenda de Tannhäuser.
Després de la Guerra de Successió de Turíngia (1247-1264) Eisenach queda sota la dinastia dels Wettin de Meissen. Més tard, es crearen uns quants petits estats que s'agruparien per formar l'actual Turíngia. El 1521 el ducat de Saxònia-Eisenach passaria a ser un principat, però l'any 1751 perdria la seva independència i passaria a formar part del ducat de Weimar-Saxònia.
Eisenach va ser el lloc on Luter va passar la seva infantesa i, més tard, on rebré la protecció de Frederic III de Saxònia quan va ser perseguit per les seves idees religioses. Durant la seva estada en el castell de Wartburg va traduir el Nou testament a l'alemany.
El 1869, a Eisenach, es va realitzar la fundació del Partit Socialdemòcrata d'Alemanya (SPD). A partir de 1949 Turíngia va formar part de la República Democràtica Alemanya (la RDA).
Els personatges més destacats que van néixer a la ciutat són:
- Hermann von Salza (1179 - 1239), Gran Mestre de l'Orde Teutònic
- Johann Sebastian Bach (1685 - 1750), un dels més grans compositors de la història de la música.